# Borgslooterpolder
De Borgslooterpolder is een voormalig waterschap in de provincie Groningen.
Door het graven van het Eemskanaal werd het noordelijke gedeeltes van de Noorder Middelbertsterpolder en de Kleine Harkstederpolder afgesneden. Deze beide delen werden in 1868 tot één waterschap samengevoegd.
Het schap lag aan de oostkant van Groningen, tussen het Damsterdiep aan de noordzijde en het Eemskanaal aan de zuidzijde. De oostgrens lag 500 m oostelijk van de Borgweg, waar de afstand tussen de beide kanalen het kleinst is (minder dan 100 m). De westgrens lag bij de Damstersingel. De polder was 4½ km lang en op 300 m op zijn breedst. De molen – die tegenwoordig met de naam De Mûnts bij Buitenpost staat – stond op de plek waar de Beneluxweg het Damsterdiep kruist.
Waterstaatkundig gezien ligt het gebied sinds 2000 binnen dat van het waterschap Noorderzijlvest.

## Naam
De naam verwijst naar de Borgsloot. Door de aanleg van het Eemskanaal werd deze watergang tussen het kanaal en het Damsterdiep gedempt. Juist op deze plek lag de polder.